# Georg Georgiev
Georg Georgiev (en bulgare : Георг Даниелов Георгиев, Georg Danielov Georgiev), né le 20 octobre 1991 à Sofia (Bulgarie), est un homme politique bulgare. Membre de Citoyens pour le développement européen de la Bulgarie (GERB), il est ministre des Affaires étrangères de Bulgarie au sein du gouvernement Jeliazkov depuis le 16 janvier 2025.

## Biographie
Georg Danielov Georgiev naît le 20 octobre 1991 à Sofia, capitale de la Bulgarie. Il étudie la science politique à l'université Saint-Clément-d'Ohrid de Sofia et obtient un bachelor, avant de décrocher un master en conseil politique dans cette même université. Il participe également au programme de l'Académie diplomatique de Chine, affiliée au ministère chinois des Affaires étrangères.
Il rejoint le parti Citoyens pour le développement européen de la Bulgarie (GERB) en 2010, avant de devenir président de sa branche de jeunesse en 2014. Il est membre des 43e, 45e, 48e, 49e, 50e et 51e législatures de l'Assemblée nationale de Bulgarie, élu dans une circonscription de la région de Pernik. 
En 2017, il est nommé par Boïko Borissov vice-ministre des Affaires étrangères au sein du gouvernement Borissov III et joue un rôle dans la présidence bulgare du Conseil de l'Union européenne en 2018. Il occupe cette fonction jusqu'en 2021.
Le 16 janvier 2025, il devient ministre des Affaires étrangères de Bulgarie au sein du gouvernement Jeliazkov.